# Marie-Luise Stockinger
Pour les articles homonymes, voir Stockinger.
Marie-Luise Stockinger, née le 27 septembre 1992, est une actrice autrichienne engagée au Burgtheater de Vienne depuis 2015.

## Biographie
Marie-Luise Stockinger est une des quatre enfants du directeur des assurances Josef Stockinger (de). Elle fait ses débuts en 2010 dans divers rôles dans L'Éveil du printemps de Wedekind au Landestheater Linz, mis en scène par Holger Schober. Elle suit ensuite une formation d'actrice au Séminaire Max Reinhardt à Vienne, qu'elle termine en 2015. Durant sa formation, elle joue au Séminaire Max Reinhardt dans Médée et dans L'Affaire de la rue de Lourcine, Miranda dans La Tempête de Shakespeare et le rôle-titre dans Lulu de Wedekind, et dans Le Malentendu d'Albert Camus. En 2013, elle apparait au Théâtre Nestroyhof dans Der Ritt über den Bodensee de Handke. Au Festival international des écoles de théâtre à Varsovie en 2015, elle reçoit le "Prix du meilleur rôle principal" pour son interprétation dans Lulu.
Elle est nommée pour le prix Nestroy 2016 dans la catégorie Meilleure jeune femme pour son interprétation d'Irina dans Les Trois Sœurs au Burgtheater.
En 2017, elle joue le rôle-titre devant la caméra pour la série télévisée en deux parties Marie-Thérèse d'Autriche (Maria Theresia) de Robert Dornhelm. Dans le cadre des Romy Awards 2018, elle est primée dans la catégorie Meilleure jeune femme,.
Dans le documentaire télévisé Die Unbeugsamen – Drei Frauen und ihr Weg zum Wahlrecht (de) (2019) de Beate Thalberg de la série v (de), elle incarne le rôle d'Hildegarde Burjan.
Elle est nommée en 2021 pour un prix Nestroy du meilleur rôle principal féminin pour son interprétation de la tueuse d'enfants Sally Poppy dans Das Himmelszelt de Lucy Kirkwood ainsi qu'en 2022 pour l'adaptation par Frank Castorf de « Zdenek Adamec » de Peter Handke.

## Filmographie partielle

### Au cinéma
- 2016 :  Baumstämme im Schnee  (court métrage)
- 2016 :  Flight into darkness : Young Woman (court métrage)
- 2018 : Zauberer (de) de Sebastian Brauneis : Werbemodel

### À la télévision
- 2015 : Das Konzert (de) : Fräulein Wehner (téléfilm)
- 2017 : Marie-Thérèse d'Autriche  de Robert Dornhelm : Maria Theresia (mini-série télévisée, 2 épisodes)
- 2018 : CopStories (de) : Anita  (série télévisée, 1 épisode, non créditée)
- 2019 : Universum (de), épisode Die Unbeugsamen – Drei Frauen und ihr Weg zum Wahlrecht de Beate Thalberg : Hildegard Burjan (téléfilm)
- 2019 : Meiberger - Im Kopf des Täters (de) : Mia (série télévisée, 1 épisode)
- 2020 : Le grand théâtre du monde : Salzbourg et son festival : Helene Thimig  (téléfilm, voix)
- 2021 : Le Gendre surprise : Anna Fiedler (téléfilm)
- Schnee (de) : Valentina (série télévisée, en post-production)

## Récompenses et distinctions
- 2015 : Prix du Festival international des écoles de théâtre dans la catégorie Meilleure actrice principale[2]
- 2017 : Nomination pour le Nestroy de théâtre dans la catégorie Meilleur jeune talent (de) (Bester Nachwuchs)
- 2018 : Prix Romy dans la catégorie Meilleure jeune talent (Bester Nachwuchs weiblich)
- 2021 : Nomination pour le Nestroy de théâtre dans la catégorie Meilleure actrice
- 2022 : Nomination pour le Nestroy de théâtre dans la catégorie Meilleure actrice

- (en) Marie-Luise Stockinger: Awards, sur l'Internet Movie Database